# 플로렌스 나이팅게일
플로렌스 나이팅게일(영어: Florence Nightingale, 1820년 5월 12일~1910년 8월 13일)은 영국의 간호사, 작가, 통계학자이다. 잉글랜드 성공회의 성인이기도 하며, 성공회에서는 8월 13일을 나이팅게일의 축일로 지키고 있다. 그녀는 크림 전쟁 동안 종군 간호사로 일함으로써 간호사라는 직업을 널리 알렸다.

## 생애

### 성장 과정
1820년 5월 12일 윌리엄 에드워드 나이팅게일과 프랜시스 나이팅게일의 둘째 딸로 태어났다. 이름인 플로렌스는 여행가였던 부모가 이탈리아 피렌체에서 낳은 딸이기 때문에, 피렌체의 영어이름인 플로렌스라고 지었다. 웅진출판에서 출판한 나이팅게일 위인전에 의하면, 나이팅게일과 언니 파시노프는 라틴어, 헬라어, 지리, 영어, 작문 등에 걸쳐 부친에게 직접 교육을 받았다. 지경사에서 출판한 나이팅게일 위인전에 따르면, 나이팅게일은 청소년시절에 "하느님으로부터 사회를 위해 일하라는 소명을 느꼈다"고 한다.

### 간호수업
1849년 이집트 여행 도중에 알렉산드리아 병원을 참관하고, 정규 간호 교육의 중요성을 절실히 느끼게 되었다. 인문주의자들인 부모와 이탈리아 여행중인 1837년에 만난 스위스의 사회주의자 시스몽디(프랑스어: Jean Charles Leonard Simond De sismondi)의 영향으로 청소년 시절부터 가난한 이웃들에게 관심이 많았던 나이팅게일은 전쟁의 참상에 대한 기사를 타임스 신문에서 읽은 뒤 자극받아, 간호사에 대한 편견탓에 집안의 명예실추를 우려한 부모의 반대를 무릅쓰고, 개신교 목사가 교도소 출소자들을 위해 자신의 집을 개방함으로써 운영한 독일 뒤셀도르프-카이저스베르트(Düsseldorf-Kaiserswerth)의 프로테스탄트 학교에서 간호학을 공부하고 1853년 런던 숙녀병원의 간호부장이 되었다. 지경사에서 출판한 나이팅게일 위인전에 따르면, 카이저스베르트의 프로테스탄트 학교는 간호사들이 깨끗하게 세탁한 제복을 입게 하는 등 규율(제도)이 있었다.

### 간호활동

#### 생명관
나이팅게일이 1859년에 낸 저서 "간호에 관한 일들(Notes on Nursing)"이 간호학의 초석을 이루었다고 일컬어진다. 이 책에서 나이팅게일은 생명의 단위를 개체를 중심으로 설명했다. 즉 질병이란 세포 일부에 기생하는 것이 아니고 개체 전부에 있는 것으로, 그 개체에 생명력이 있음을 증명한다. '병은 회복 과정'이라는 명제 아래, 개체가 손상을 회복하는 과정이 곧 질병이며 간호는 그 과정을 방해하지 않도록 유지하는 활동이라는 논리다. 따라서 질병이 진행되는 개체 전부가 중요하며 이 사실을 이해하지 못하면 환자를 위한 간호를 이해할 수 없음을 강조했다. 
이와 같은 생명관은 당대 명성이 높았던 피르효(Rudolph Virchow, 독일 의학자, 1821~1902)의 이론과 뚜렷한 대조를 이룬다. 피르효는 1858년에 그의 대표적인 저서 "세포 병리학"을 저술하여 생명의 단위가 세포에 있다고 보았다. 기관에서 조직으로, 조직에서 세포로, 세포에서 분자로, 생명의 단위를 점점 더 미세한 단위에 이르게 설명한 것이다. 그러나 이와 같은 생명관의 차이에도 불구하고 나이팅게일은 세포 중심의 의학적인 판단이나 치료 처치를 경시하거나 무시하지는 않았다.

#### 크림 전쟁에서의 활약
크림 전쟁(1853년~1856년) 당시 38명의 잉글랜드 성공회 수녀들의 도움을 받으며 슈코더르(스쿠타리)의 야전 병원에서 초 인간적인 활약을 보였다. 이 시기의 나이팅게일은 유능한 행정가요 협상가였다. 그녀는 관료주의에 물든 군의 관리들을 설득했고, 병원에서 쓰는 물건들을 세심하게 조사했으며, 무질서한 병원에 규율을 세웠다. 환자의 사망률은 42퍼센트에서 2퍼센트로 뚝 떨어졌다.

#### 이론가
1860년 나이팅게일 간호 학교(현재 킹스 칼리지 런던의 일부)를 설립하고 간호 전문 서적을 씀으로써 조선의 의녀처럼 천대 받던 직업인 간호사를 전문 직업으로 성숙 시키는 업적을 남겼다. 이 밖에도 많은 병원 및 간호 시설의 창립, 개선에 힘쓰고 남북 전쟁과 프로이센-프랑스 전쟁 때는 와국 정부의 고문으로 활약하였다. 1907년 에드워드 7세로부터 여성 최초로 메리트 훈장을 받았으며, 국제 적십자 위원회에서는 '나이팅게일 상(Florence Nightingale Medal)'을 제정하여 매년 세계 각국의 우수한 간호사를 표창하고 있다.

#### 집중치료실
크림 전쟁 당시 상태가 중한 환자를 따로 격리하여 집중 관리하는 집중 치료실의 개념을 처음으로 제안한 것으로 알려져 있다.

### 저술활동
저서 《간호를 위하여》는 세계 각 국어로 번역되어 간호법과 간호사 양성의 기초 자료가 되고 있고, 나이팅게일 선서는 세계 모든 간호사들에 의해 이루어지고 있다.
이 외에도 《나이팅게일의 간호론》, 《나이팅게일, 간호사에게 전하는 글 : Florence Nightingale to Her Nurses》, 《나이팅게일》, 《바쁜 세상은 팔짱 낀 사람을 밀어낸다》 등을 저술하였다.

### 통계학자

나이팅게일이 작성한 〈동부 지역 육군에서의 사망 원인에 관한 다이어그램〉

나이팅게일은 크림 전쟁에서의 경험을 바탕으로 영국군의 전사자와 부상자에 관한 방대한 데이터를 분석하여 대부분의 사망자들이 부상 자체가 아닌 치료나 병원의 위생 상태에 의해 사망했음을 알아냈다. 그녀는 정치인이나 고위 공무원에게 병원 위생의 개선을 설득하기 위하여 데이터를 그래프 형태로 나타내었다. 1858년 영국 왕립통계학회 최초의 여성 회원으로 선출되었다.

### 사망
나이팅게일은 세상을 떠나던 해인 1910년부터 차츰 기력이 약해져 병석에 누워있다가 8월 13일에 향년 90세로 세상을 떠났다. 그녀가 90세의 나이로 사망하고 이스트웰로에 매장되었으나, 묘비에는 'F.N. 1820년에서 1910년까지 생존'이라고 간략히 기재되었다. 이는 화려한 장례식을 치르지 말라는 나이팅게일의 유언에 따른 것이다.

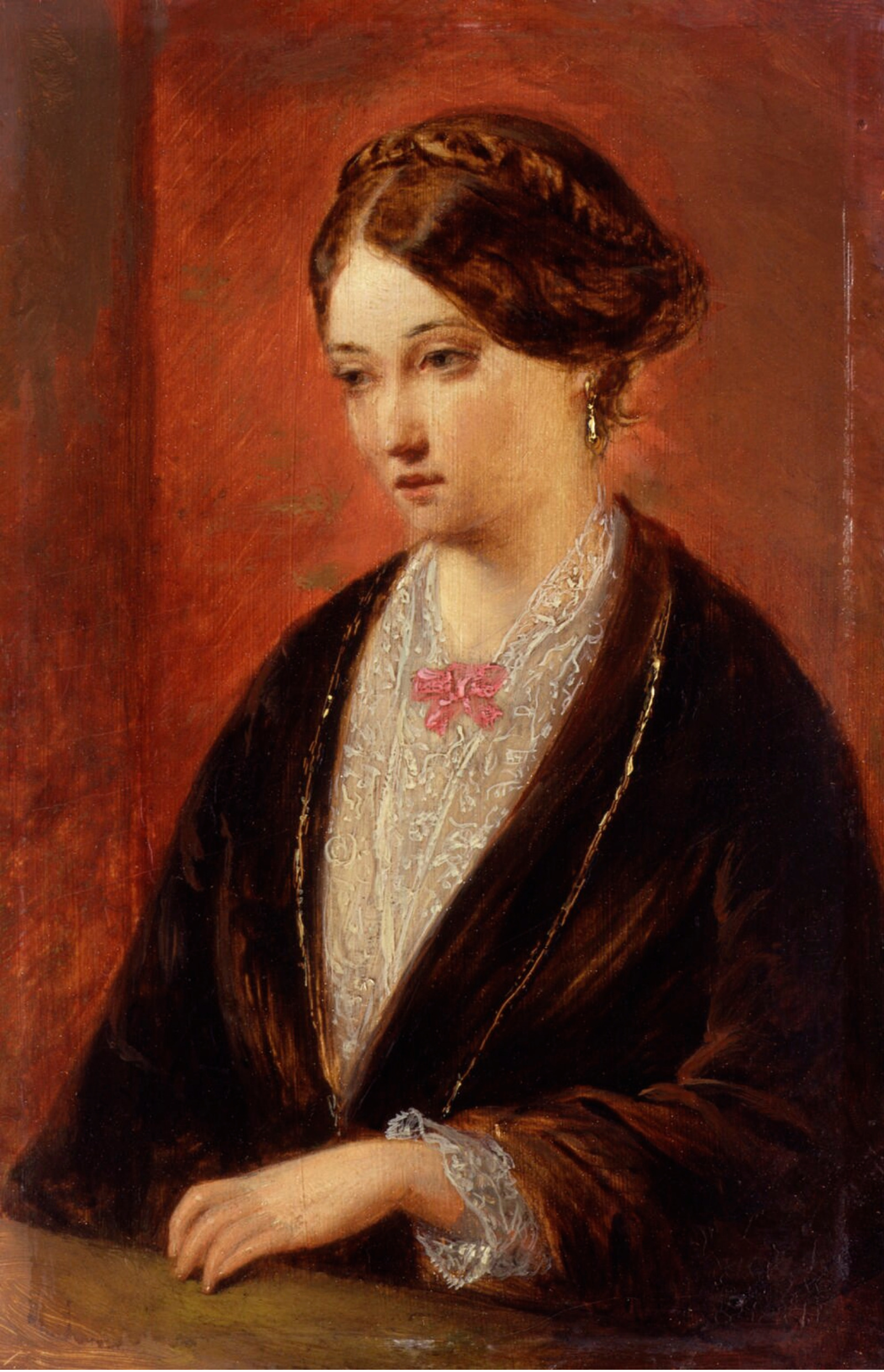
오거스터스 에그(Augustus Egg)가 그린 플로렌스 나이팅게일 초상

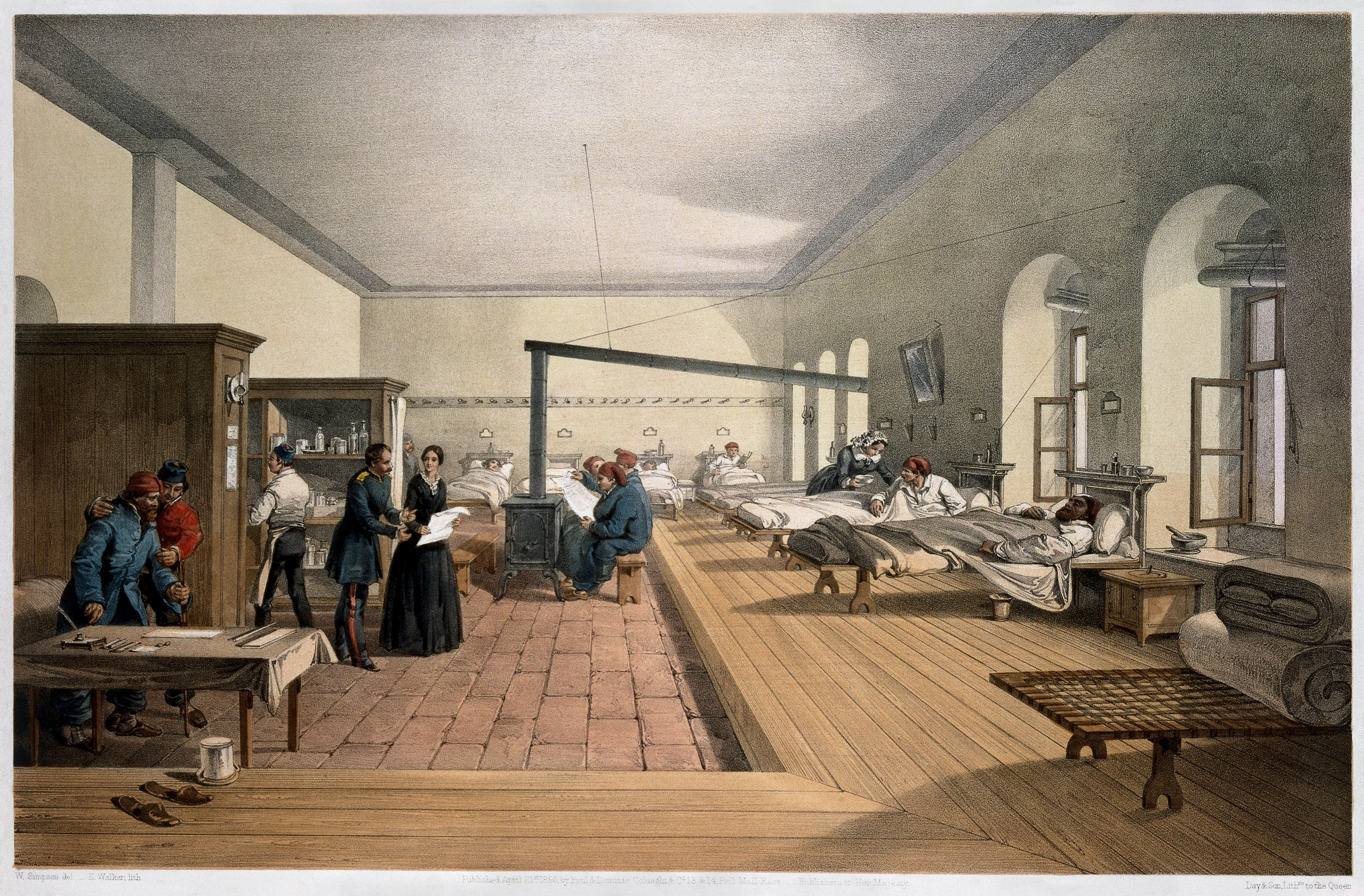
나이팅게일이 일한 슈코더르 병원. 나이팅게일과 38명의 성공회 수녀들의 헌신으로 환경이 개선되었다.

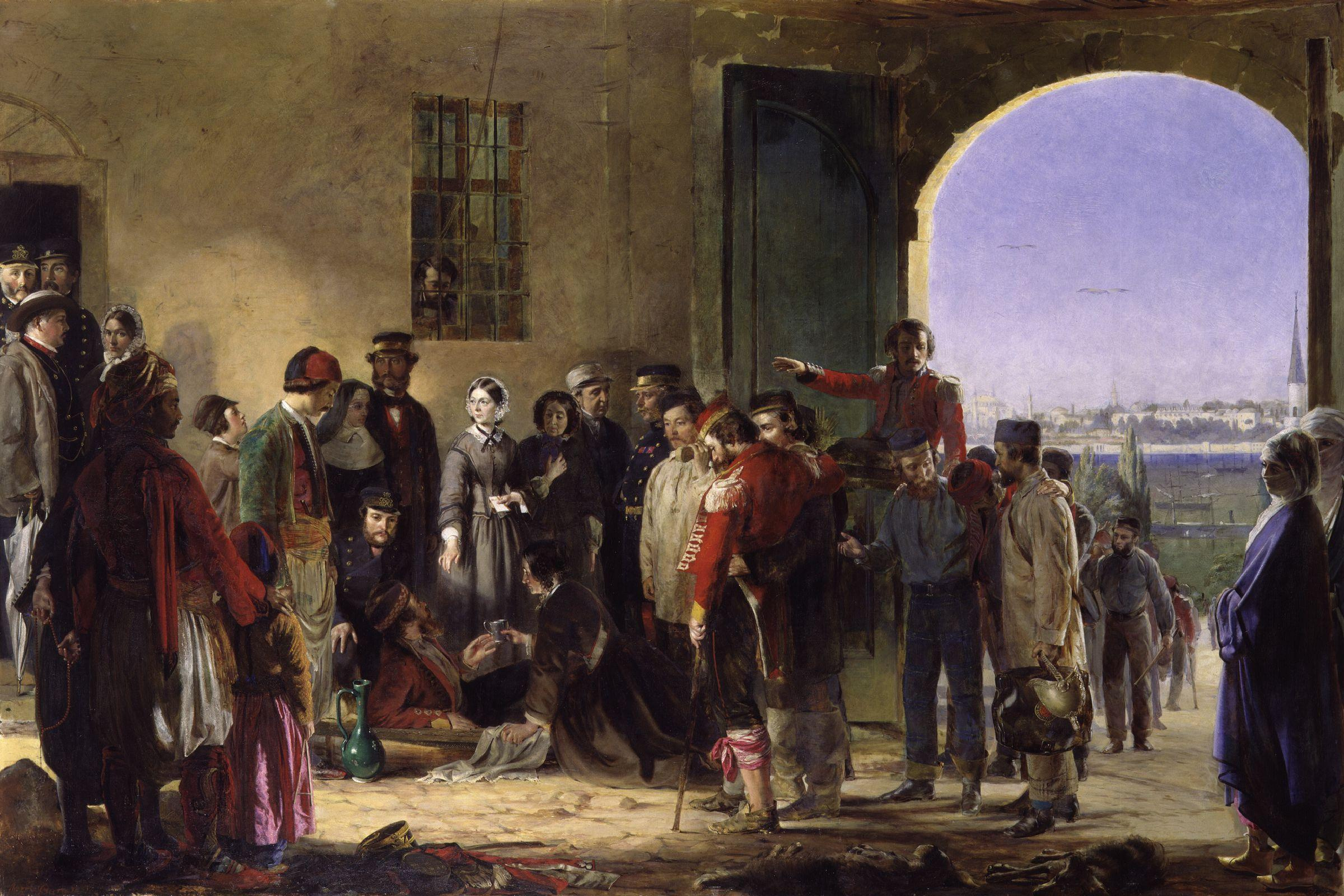
나이팅게일이 열병치료를 마치고 슈코더르에 돌아온 모습을 그린 그림. 제리 바렛.

### 나이팅게일 다시 읽기

#### 여성의 노동 인권으로 읽기
1999년 4월 영국의 공공노조인 유니슨에서는 나이팅게일 숭상에 반대하는 목소리를 내었다. 유니슨 회원들은 나이팅게일의 탄생을 기념하기 위해 매년 5월 12일에 치르는 ‘국제 간호사의 날’도 다른 날을 택하자는 제안을 내놓았다. 간호사 웬디 윌러는 나이팅게일 신화에서 벗어나야 한다고 비판했다. 이들이 나이팅게일을 다시 읽어야 한다고 보는 이유는 첫째 간호사의 역할을 의사의 보조 업무라고 주장함으로써 간호사의 독립성을 막고 최저임금 정도의 낮은 임금을 받도록 했다고 보기 때문이다. 즉, 나이팅게일에 대한 숭상이 오히려 의료 기관에서 일하는 여성들의 노동 인권을 억압했다고 보는 것이다. 두 번째는 나이팅게일이 지나치게 존경 받으면서 나이팅게일과 같은 시대의 간호사들이 가려졌다고 보기 때문이다.

#### 메리 시콜 이야기
그 예로 자메이카의 메리 시콜이 나이팅게일과 같은 시대에 활약했다. 어머니가 흑인, 아버지가 스코틀랜드 사람인 메리 시콜은 나이팅게일과 같이 일하려고 했지만 인종 차별로 뜻을 이루지 못했다. 그래서 자신의 전재산으로 군인들을 돌보았지만 영웅으로 숭배되던 나이팅게일과 달리 가난하게 살았다. 더구나 나이팅게일 이전에도 간호사들이 교육 받았기 때문에 나이팅게일이 간호 업무의 이론을 만들었다고 볼 수는 없다.
위인전에서 존경받는위인 공동 1위 나이팅게일 마더테레사 이다 이유 둘다 따뜻한 사람으로 인정받고 있다.  나이팅게일은 간호사 마더테레사는 수녀 가 되어 병든 사람들을 돌보아기떄문 

## 서훈
- 1904년 세인트존 훈장 2등급(DStJ)[주 4][7]
- 1907년 메리트 훈장(Order of Merit; OM)[3]

## 참고 문헌

### 내용주
1. ↑  시스몬디는 1818-1819년 영국의 공장지대와 농촌에서 농민들과 노동자들의 비참한 삶을 보고 사회주의 이론을 주장했다. 시스몽디는 소득불평등이 해소되어야 하며, 소득이 균등하게 분배되어야 한다고 생각했다. 그가 생각한 대안은 자신의 토지가 있는 자영농민, 기술이 있고 소규모의 상품을 생산하는 자영업자 중심의 사회였는데, 맑스는 이를 소부르주아 사회주의라고 비판했다. 자본주의의 불평등을 비판했다는 점에서는 사회주의이지만, 노동자 중심의 사회가 아닌 소부르주아중심의 사회를 주장했기 때문이다.더구나 자본주의는 대자본가가 소자본가들을 몰락시킴으로써 소득불평등이 발생하는 사회구조인데, 이를 보지 못하고 있다는 것이 맑스의 비판이었다.《공산주의 선언》/카를 마르크스, 프리드리히 엥겔스 원전/박찬종 씀/아이세움 p.143-145
2. ↑  여성문학가 신지식이 쓴 그림위인전기 나이팅게일(계몽사)이 나이팅게일이 뛰어난 설득가이자 행정가였음을 말하고 있다. 나이팅게일은 병원에 있는 물건들의 수를 조사했고, 부족한 물건은 군의 관리들을 설득해서 보급을 받도록 했다.
3. ↑  공공노조는 의료, 운수업, 우체국을 비롯한 우편사업처럼 공공기관에서 일하는 노동자들의 산업별 노동조합 또는 산별노동조합을 뜻한다. 한국에서는 민주노총 공공운수노조가 공공노조이다.
4. ↑  세인트존 훈장(Order of Saint John)은 대영제국 훈장과 달리 2등급 이상을 받더라도 기사 칭호(Sir / Dame)는 붙지 않는다(Knights and Dames receive the accolade from the grand prior when they are touched on the shoulder with a sword and are given their robes and insignia. However, post-nominal letters of the order are not used outside the organisation itself, and a Knight and Dame may not use the prefix Sir or Dame).

### 참조주
1. ↑  Swenson, Kristine (2005). 《Medical Women and Victorian Fiction》 (영어). University of Missouri Press. ISBN 9780826264312.
2. ↑  “Florence Nightingale” (미국 영어). 2023년 9월 8일에 확인함.
3. 1 2  “The London Gazette”. 《The Gazette》 (영어) (런던) (28084): 8331. 1907년 11월 29일.
4. ↑  와쿠이 요시유키 외 (2016년 8월 10일). 《그림으로 설명하는 개념 쏙쏙 통계학》. 성안당. 20쪽.
5. ↑  “About the RSS”. 《왕립통계학회》. 2018년 4월 29일에 원본 문서에서 보존된 문서. 2018년 4월 29일에 확인함.
6. ↑  권은정 (1999년 5월 20일). “‘나이팅게일’신화를 지운다”. 《한겨레21》. 2013년 8월 13일에 원본 문서에서 보존된 문서. 2018년 4월 29일에 확인함.
7. ↑  “The London Gazette”. 《The Gazette》 (영어) (런던) (27677): 3185. 1904년 5월 17일.

## 같이 보기
- 나이팅게일 선서